# Cząstka w pudle potencjału

Stan cząstki w pudle potencjału obliczony z zasad dynamiki Newtona (mechanika klasyczna) przedstawiający cykliczny ruch między ścianami pudła (A) oraz stan układu kwantowego obliczony z równania Schrödingera (mechanika kwantowa) (B-F). W przypadkach (B-F), pozioma oś oznacza położenie, pionowa natomiast rzeczywistą (kolor niebieski) i urojoną (kolor czerwony) część funkcji falowej. Stany (B,C,D) są stanami własnymi hamiltonianu o ściśle określonych energiach. Stany (E,F) są superpozycjami stanów własnych hamiltonianu, dlatego nie mają ściśle określonej energii. Jednak średnia energia tych stanów jest stała w czasie.Prawdopodobieństwa znalezienia cząstki dla stanów własnych zależą tylko od położenia, a nie zależą od czasu. Dla stanów (E,F) prawdopodobieństwa te zmieniają się w czasie, analogicznie jak dla cząstki klasycznej.

Cząstka w pudle potencjału – zagadnienie z dziedziny mechaniki kwantowej opisujące zachowanie cząstki w obecności ograniczających jej ruch nieskończonych barier potencjału. Cząstka w pudle potencjału jest szczególnym przypadkiem szerszego problemu cząstki w studni potencjału.
Model cząstki w pudle potencjału jest często używany jako ćwiczenie wprowadzające w nauce mechaniki kwantowej, pokazuje pierwsze zastosowanie równania Schrödingera. Stosuje się go również jako przybliżenie skomplikowanych problemów takich jak model kropki kwantowej czy model jądra atomowego, dlatego że jako jeden z nielicznych problemów kwantowych, jest rozwiązywalny analitycznie. Rozwiązanie to pokazuje, że cząstka może przyjąć tylko określone, dyskretne stany energetyczne, a jej minimalna energia jest większa niż 0.

## Rozwiązanie jednowymiarowe

Bariery na zewnątrz jednowymiarowego pudła mają nieskończenie duży potencjał, podczas gdy wnętrze pudła ma stały, zerowy potencjał

Najprostszy przykład cząstki w studni dotyczy jednowymiarowego układu. W tym wypadku cząstka może poruszać się tylko wzdłuż jednej linii pomiędzy nieskończonymi, nieprzekraczalnymi barierami na obydwu końcach. Ściany jednowymiarowej studni potencjału mogą zostać oznaczone jako obszary przestrzeni z nieskończonym potencjałem. Wnętrze studni ma natomiast stałą, zerową energię potencjalną. Tak naprawdę, dowolny skończony poziom energii potencjalnej {\displaystyle V_{0}} wewnątrz studni może zostać ustalony (cechowanie energii potencjalnej). Taka procedura powoduje jedynie zmianę energii stanów o {\displaystyle V_{0},} nie zmienia zaś postaci rozwiązania. Stałość potencjału, a tym samym zerowanie się gradientu potencjału wewnątrz studni powoduje, że na cząstkę wewnątrz studni nie działają żadne siły, cząstka porusza się swobodnie. Jednakże nieskończenie duże siły odpychają cząstkę na krawędzi studni, zatrzymując ją przed ucieczką. Energia potencjalna w tym modelu jest dana jako:
{\displaystyle V(x)={\begin{cases}0,&0<x<L,\\\infty ,&{\text{w innym wypadku}},\end{cases}}}
gdzie:
{\displaystyle L} – szerokość studni,
{\displaystyle x} – położenie cząstki wewnątrz studni.

### Funkcja falowa
W mechanice kwantowej funkcja falowa opisuje stan układu fizycznego; mierzalne własności cząstki (takie jak położenie, pęd, energia) mogą zostać obliczone na podstawie funkcji falowej. Funkcję falową dla danego układu wyznacza się poprzez rozwiązanie równania Schrödingera.
W przypadku 1-wymiarowego ruchu cząstki funkcja falowa {\displaystyle \psi (x,t)} zależy od jednej współrzędnej przestrzennej {\displaystyle x} oraz od czasu {\displaystyle t.} Równanie Schrödingera ma wtedy postać:
{\displaystyle \mathrm {i} \hbar {\frac {\partial }{\partial t}}\psi (x,t)=-{\frac {\hbar ^{2}}{2m}}{\frac {\partial ^{2}}{\partial x^{2}}}\psi (x,t)+V(x)\psi (x,t),}
gdzie:
{\displaystyle \hbar } – zredukowana stała Plancka,
{\displaystyle m} – masa cząstki,
{\displaystyle \mathrm {i} } – jednostka urojona,
{\displaystyle t} – czas,
{\displaystyle V(x)} – energia potencjalna cząstki, zależna od położenia {\displaystyle x} cząstki.
Z teorii równań różniczkowych wynika, że rozwiązanie powyższego równania ma postać
{\displaystyle \psi (x,t)=[A\sin(kx)+B\cos(kx)]\mathrm {e} ^{-\mathrm {i} \omega t},}
gdzie:
{\displaystyle A} i {\displaystyle B} – pewne liczby zespolone,
{\displaystyle k} – tzw. liczba falowa,
{\displaystyle \omega } – częstość kołowa.
Te dwie ostatnie liczby są liczbami rzeczywistymi nieujemnymi.
Funkcja falowa jest więc w postaci iloczynu dwóch funkcji: zależnej tylko od {\displaystyle x} oraz zależnej tylko od {\displaystyle t.} Rozwiązanie to można objaśnić następująco: wewnątrz studni nie działają na cząstkę żadne siły, dlatego część funkcji falowej wewnątrz studni zależna od czasu oscyluje w sposób identyczny jak dla cząstki swobodnej, mając postać {\displaystyle \mathrm {e} ^{-\mathrm {i} \omega t}}. Część funkcji falowej zależna od x jest zależna od. Obydwie wielkości są związane z całkowitą energią cząstki za pomocą wyrażenia:
{\displaystyle E=\hbar \omega ={\frac {\hbar ^{2}k^{2}}{2m}},}
które jest znane również jako związek dyspersyjny dla cząstki swobodnej.

Funkcje falowe dla czterech stanów o najniższych energiach dla cząstki w jednowymiarowej studni potencjału

Powyżej podane rozwiązanie nie pokazuje jeszcze, że energia cząstki w studni jest skwantowana. Wynik ten otrzymuje się dopiero z założenia, że kwadrat modułu funkcji falowej {\displaystyle |\psi (x,t)|^{2}} przedstawia prawdopodobieństwo znalezienia cząstki w punkcie {\displaystyle x} w chwili {\displaystyle t,} tzn. {\displaystyle P(x,t)=|\psi (x,t)|^{2},} co implikuje, że całka {\displaystyle |\psi (x,t)|^{2}} po całej przestrzeni musi być jednością
{\displaystyle \int _{-\infty }^{\infty }|\psi (x,t)|^{2}\mathrm {d} x=1.}
Funkcja falowa musi zatem znikać wszędzie poza krawędziami studni. Dodatkowo, amplituda funkcji falowej nie może zmieniać się skokowo pomiędzy dwoma punktami. Te dwa warunki są wyłącznie spełnione przez funkcje falowe w formie
{\displaystyle \psi _{n}(x,t)={\begin{cases}A\sin(k_{n}x)\mathrm {e} ^{-\mathrm {i} \omega _{n}t},&0<x<L,\\0,&{\text{w innych przypadkach,}}\end{cases}}}
gdzie {\displaystyle n} jest liczbą naturalną. Liczba falowa jest ograniczona do pewnych specyficznych wartości (kwantowanie), danych przez
{\displaystyle k_{n}={\frac {n\pi }{L}},\quad \mathrm {gdzie} \quad n=1,2,3,4,\dots ,} a {\displaystyle L} jest szerokością studni.
Ujemne wartości {\displaystyle n} są nieistotne, ponieważ dają funkcje falowe identyczne z rozwiązaniami dla dodatnich wartości {\displaystyle n,} z dokładnością do nieistotnej zmiany znaku. Otrzymuje się stąd wartości energii:
{\displaystyle E_{n}={\frac {\hbar ^{2}k_{n}^{2}}{2m}}={\frac {\hbar ^{2}\pi ^{2}}{2mL^{2}}}n^{2},}
które są skwantowane.
Stałą {\displaystyle A} znajduje się poprzez normalizację funkcji falowej, tj. żądając, by całkowite prawdopodobieństwo znalezienia cząstki gdziekolwiek w przestrzeni było równe 1. Z obliczeń otrzymuje się:
{\displaystyle \left|A\right|={\sqrt {\frac {2}{L}}}.}
Zatem {\displaystyle A} może być dowolną liczbą zespoloną o wartości bezwzględnej równej {\displaystyle {\sqrt {2/L}};} ta dowolność w wyborze {\displaystyle A} nie ma znaczenia fizycznego (istotny jest moduł funkcji falowej), zatem wybiera się {\displaystyle A={\sqrt {2/L}}.}
Powyższe rozwiązanie jest słuszne dla szczególnego przypadku studni znajdującej się w granicach {\displaystyle 0} i {\displaystyle L.} Wartości własne operatora Hamiltona, czyli dozwolone energie {\displaystyle E_{n}} cząstki w studni powinny być takie same dla dowolnie wybranego położenia studni w przestrzeni. Rozwiązanie równania Schrödingera w tym ogólnym przypadku daje funkcje falowe:
{\displaystyle \psi _{n}(x,t)={\begin{cases}{\sqrt {\frac {2}{L}}}\sin(k_{n}x-{\frac {n\pi x_{0}}{L}})\mathrm {e} ^{-\mathrm {i} \omega _{n}t},&x_{0}<x<x_{0}+L,\\0,&{\text{w innych przypadkach,}}\end{cases}}}
gdzie {\displaystyle x_{0}} oraz {\displaystyle x_{0}+L} wyznaczają punkty brzegowe studni.
Zauważmy, że {\displaystyle {\tfrac {n\pi x_{0}}{L}}} reprezentuje przesunięcie przestrzenne funkcji falowej odpowiadające przesunięciu brzegów studni; dla {\displaystyle x_{0}=0} powyższy wzór na {\displaystyle \psi _{n}(x,t)} upraszcza się do szczególnego przypadku wcześniej omówionego. Co więcej, wartości własne odpowiadające powyższemu rozwiązaniu są identyczne jak podane wcześniej.
Funkcja falowa w przestrzeni pędów jest proporcjonalna do transformaty Fouriera funkcji falowej w przestrzeni położeń. Za pomocą {\displaystyle k=p/\hbar } oraz {\displaystyle \omega _{n}={\tfrac {\pi hn^{2}}{4L^{2}m}},}
{\displaystyle \phi _{n}(p,t)={\frac {1}{\sqrt {2\pi \hbar }}}\int _{-\infty }^{\infty }\psi _{n}(x,t)\mathrm {e} ^{-\mathrm {i} kx}\,\mathrm {d} x={\sqrt {\frac {\pi L}{\hbar }}}\,\,{\frac {n\left(1-(-1)^{n}\mathrm {e} ^{-\mathrm {i} kL}\right)\mathrm {e} ^{-\mathrm {i} \omega _{n}t}}{\pi ^{2}n^{2}-k^{2}L^{2}}}.}

### Położenie cząstki w studni
Według fizyki klasycznej rozwiązanie zagadnienia ruchu cząstki w studni o stałym potencjale daje ruch oscylacyjny cząstki między ścianami studni z dowolną, stałą prędkością. Cząstka mogłaby więc być wykryta w dowolnym miejscu wewnątrz studni z równym prawdopodobieństwem. Natomiast według mechaniki kwantowej gęstość prawdopodobieństwa znalezienia cząstki w dowolnym miejscu jest równa kwadratowi modułu funkcji falowej {\displaystyle P(x)=|\psi (x)|^{2}.} Jeżeli cząstka w studni zajmuje stan {\displaystyle \psi _{n}(x,t),} to
{\displaystyle P_{n}(x)={\begin{cases}{\frac {2}{L}}\sin ^{2}\left({\frac {n\pi x}{L}}\right);&0<x<L\\0;&{\text{w innych przypadkach}}.\end{cases}}}
Zatem dla dowolnej wartości {\displaystyle n} większej od jedności istnieją obszary studni, w których {\displaystyle P(x)=0,} węzły funkcji w których cząstki nie można znaleźć.
W mechanice kwantowej średnia wartość, wartość oczekiwana, położenia cząstki jest dana jako
{\displaystyle \langle x\rangle =\int _{-\infty }^{\infty }xP_{n}(x)\,\mathrm {d} x.}
Dla cząstki w stanie stacjonarnym można pokazać, że średnia wartość położenia jest równa {\displaystyle \langle x\rangle =L/2,} niezależnie od stanu cząstki. Dla superpozycji (złożenia) stanów wartość oczekiwana położenia proporcjonalna do członu mieszanego stanów: {\displaystyle cos(\omega t).}
Wariancja położenia jest związana z nieoznaczonością położenia cząstki:
{\displaystyle \mathrm {Var} (x)=\int _{-\infty }^{\infty }(x-\langle x\rangle )^{2}P_{n}(x)\,\mathrm {d} x={\frac {L^{2}}{12}}\left(1-{\frac {6}{n^{2}\pi ^{2}}}\right).}

### Pęd cząstki w studni
Gęstość prawdopodobieństwa znalezienia cząstki o określonym pędzie można wyprowadzić z funkcji falowej jako {\displaystyle P(x)=|\phi (x)|^{2}.} Tak jak od położenia, gęstość prawdopodobieństwa znalezienia cząstki w określonym miejscu zależy od jej stanu, który jest dany przez:
{\displaystyle P_{n}(p)={\frac {2\pi L}{\hbar }}\,{\frac {n^{2}\left(1-(-1)^{n}\cos(kL)\right)}{\left(k^{2}L^{2}-\pi ^{2}n^{2}\right)^{2}}},}
gdzie ponownie {\displaystyle k=p/\hbar .} Można wyprowadzić, że wartość średnia pędu jest równa zeru, a wariancja pędu wynosi:
{\displaystyle \mathrm {Var} (p)=\left({\frac {\hbar n\pi }{L}}\right)^{2}.}

### Nieoznaczoności położenia i pędu
Nieoznaczoności położenia i pędu ({\displaystyle \Delta x} oraz {\displaystyle \Delta p}) definiuje się jako równe pierwiastkowi z odpowiedniej wariancji. Z obliczeń otrzymuje się iloczyn nieoznaczoności położenia i pędu:
{\displaystyle \Delta x\Delta p={\frac {\hbar }{2}}{\sqrt {{\frac {n^{2}\pi ^{2}}{3}}-2}}.}
Iloczyn ten rośnie ze wzrostem {\displaystyle n,} a ma wartość minimalną dla {\displaystyle n=1} równą około {\displaystyle 0{,}568\ \hbar ,} co jest w zgodzie z zasadą nieoznaczoności Heisenberga, która stwierdza, że iloczyn nieoznaczoności nie może być mniejszy niż {\displaystyle \hbar /2.}

### Poziomy energetyczne

Zależności energii cząstki od liczby falowej dla cząstki w pudle (czarne kółka) i cząstki swobodnej (szara linia). Energia ma identyczną zależność funkcyjną od liczby falowej w obu przypadkach, jednak cząstka w pudle może posiadać tylko ustalone, dyskretne wartości Stąd wynika, że także ma wartości dyskretne.

Energie odpowiadające każdej dozwolonej liczbie falowej wynoszą
{\displaystyle E_{n}={\frac {\hbar ^{2}\pi ^{2}}{2mL^{2}}}n^{2}.}
Energia rośnie proporcjonalnie do {\displaystyle n^{2},} co oznacza, że ze wzrostem energii poziomy energetyczne są coraz bardziej od siebie oddalone. Wszystkie stany energii są dodatnie. Dla n=1 otrzymuje się stan {\displaystyle \psi _{1}} odpowiadający najniższej energii, tzw. stan podstawowy, w którym cząstka ma energię:
{\displaystyle E_{1}={\frac {\hbar ^{2}\pi ^{2}}{2mL^{2}}}.}
Energia ta jest większa od zera, co jest sprzeczne z fizyką klasyczną, według której najniższą energią cząstki w pudle jest energia zerową, odpowiadająca stanowi spoczynku. Wynik, jaki daje mechanika kwantowa, można wyjaśnić w oparciu o zasadę nieoznaczoności, która mówi, że iloczyn niepewności (nieoznaczoności) położenia i pędu cząstki nie może być zerowy:
{\displaystyle \Delta x\Delta p\geqslant {\frac {\hbar }{2}}.}
Ponieważ niepewność położenia cząstki jest proporcjonalna do szerokości pudła, zatem, nieoznaczoność pędu jest w przybliżeniu odwrotnie proporcjonalna do szerokości pudła. Oznacza to, że cząstka nie może spoczywać.
Energia kinetyczna cząstki jest dana wzorem {\displaystyle E=p^{2}/(2m),} zatem minimalna energia kinetyczna cząstki w pudle jest odwrotnie proporcjonalna do masy i kwadratu szerokości pudła. Wynik ten zgadza się jakościowo z powyższymi obliczeniami.

## Studnie wielowymiarowe

Funkcja falowa dwuwymiarowej studni potencjału dla i

Zagadnienie cząstki w studni potencjału można rozwiązać w dowolnej liczbie wymiarów. W wersji dwuwymiarowej rozważamy cząstkę poruszającą się wzdłuż osi X i Y i ograniczoną w obydwu osiach przez bariery potencjału, gdzie szerokość studni wzdłuż osi X i Y określamy jako {\displaystyle L_{x}} i {\displaystyle L_{y}.} Posługując się rozważaniami analogicznymi do tych dla zagadnienia jednowymiarowego, można pokazać, że widmo energetyczne jest określone jako
{\displaystyle E_{n_{x},n_{y}}={\frac {\hbar ^{2}k_{n_{x},n_{y}}^{2}}{2m}},}
a funkcja falowa przyjmuje postać
{\displaystyle \psi _{n_{x},n_{y}}={\sqrt {\frac {4}{L_{x}L_{y}}}}\sin \left(k_{n_{x}}x\right)\sin \left(k_{n_{y}}y\right),}
gdzie dwuwymiarowy wektor falowy wyraża się:
{\displaystyle {\boldsymbol {k}}_{n_{x},n_{y}}=k_{n_{x}}{\boldsymbol {x}}+k_{n_{y}}{\boldsymbol {y}}={\frac {n_{x}\pi }{L_{x}}}{\boldsymbol {x}}+{\frac {n_{y}\pi }{L_{y}}}{\boldsymbol {y}}.}
Analogiczne dla zagadnienia trójwymiarowego otrzymujemy:
{\displaystyle \psi _{n_{x},n_{y},n_{z}}={\sqrt {\frac {8}{L_{x}L_{y}L_{z}}}}\sin \left(k_{n_{x}}x\right)\sin \left(k_{n_{y}}y\right)\sin \left(k_{n_{z}}z\right),}
{\displaystyle E_{n_{x},n_{y},n_{z}}={\frac {\hbar ^{2}k_{n_{x},n_{y},n_{z}}^{2}}{2m}},}
a trójwymiarowy wektor falowy jest określony jako
{\displaystyle {\boldsymbol {k}}_{n_{x},n_{y},n_{z}}=k_{n_{x}}{\boldsymbol {x}}+k_{n_{y}}{\boldsymbol {y}}+k_{n_{z}}{\boldsymbol {z}}={\frac {n_{x}\pi }{L_{x}}}{\boldsymbol {x}}+{\frac {n_{y}\pi }{L_{y}}}{\boldsymbol {y}}+{\frac {n_{z}\pi }{L_{z}}}{\boldsymbol {z}}.}
Ogólnie dla N-wymiarowej studni potencjału funkcja falowa wyraża się jako:
{\displaystyle \psi ={\sqrt {\frac {2^{n}}{\prod _{i}^{N}L_{i}}}}\prod _{i}^{N}\sin(k_{i}x_{i}),}
energia systemu określona jest jako:
{\displaystyle E_{n_{1},\dots ,n_{i},\dots ,n_{N}}={\frac {\hbar ^{2}k_{n_{1},\dots ,n_{i},\dots ,n_{N}}^{2}}{2m}},}
gdzie wektor falowy ma postać:
{\displaystyle {\boldsymbol {k}}_{n_{1},\dots ,n_{i},\dots ,n_{N}}=\sum _{i}^{N}k_{n_{i}}{\boldsymbol {x}}_{i}=\sum _{i}^{N}{\frac {n_{i}\pi }{L_{i}}}{\boldsymbol {x}}_{i}.}
Interesującą własnością powyższego rozwiązania jest fakt, że dla równych szerokości studni w dwóch, lub więcej, wymiarach więcej niż jedno rozwiązanie odpowiada tej samej energii całkowitej układu. Na przykład w dwuwymiarowej studni potencjału o równej szerokości w obu wymiarach, {\displaystyle L_{x}=L_{y}=L,} energia całkowita układu wynosi {\displaystyle E={\tfrac {5\hbar ^{2}\pi ^{2}}{2L^{2}m}}} dla liczb {\displaystyle n_{x}=2,n_{y}=1} i {\displaystyle n_{x}=1,n_{y}=2.} Taka sytuacja określana jest jako degeneracja poziomów energetycznych, gdzie dla powyższego przykładu poziom jest podwójnie zdegenerowany.

## Zastosowania
Ze względu na matematyczną prostotę, model cząstki w pudle potencjału jest używany do znajdowania przybliżonych rozwiązań zagadnień opisujących bardziej złożone układy fizyczne, np. gdy cząstka jest uwięziona w wąskim obszarze niskiego potencjału elektrycznego pomiędzy wysokimi barierami potencjału. Takie studnie kwantowe są szczególnie istotne w optoelektronice, mogą stanowić obszar czynny lasera półprzewodnikowego lub fotodetektora.

## Efekty relatywistyczne
Gęstość prawdopodobieństwa nie spada do zera w węzłach fali, jeżeli wzięte są pod uwagę efekty relatywistyczne.